# 金江津
金江津（かなえつ）は茨城県稲敷郡河内町の大字。郵便番号は300-1403。

## 地理
河内町の東部に位置する。東流する利根川の北岸にあたる。
北は下加納、稲敷市堀川、北東は平川、東は千葉県成田市小浮、高岡、南東は千葉県成田市猿山、南は千葉県成田市西大須賀・滑川、南西は千葉県成田市安西、西は田川、長竿、片巻、和銅谷、北東は稲敷市南太田に接する。

### 河川
- 利根川

### 小字
地内には以下の小字が置かれている。
| - 能場 （のうば） - 柳淵] （やなぎふち） - 稲荷面（とうかめん） - 寺面 （てらめん） - 新道 （しんみち） - 梶田 （かじた） - 古新田 （こしんでん） - 輪ノ内 （わのうち） - 土井 （どい） - 新々田 （しんしんでん） - 木刈道 （きかりみち） - 砂子 （すなこ） - 割目 （わりめ） - 横手 （よこて） - 太夫塚 （たゆうつか） - 永楽 （えいらく） - 大ノ苅 （おおのかり） - 佐田 （さた） | - 長町 （ながまち） - 網代場 （あじろば） - 新島 （しんじま） - 沼尻 （ぬまじり） - 砂場 （すなば） - 宮前 （みやまえ） - 大島 （おおしま） - 五枚田 （ごまいだ） - 内沼 （うちぬま） - 荒宿 （あらしゅく） - 曽根下 （そねした） - 川端 （かわばた） - 堤外 （ていがい） - 衣川 （ころもがわ） - 衣川向 （ころもがわむこう） - 深原 （ふかはら） - 萱場 （かやば） - 赤部 （あかぶ） | - 三畝割 （さんせわり） - 中島 （なかじま） - 流作 （りゅうさく） - 二十間 （にしけん） - 上堀川 （かみほりかわ） - 葭沼 （よしぬま） - 山岸 （やまぎし） - 六畝 （ろくせ） - 尺ケ浦 （しゃくがうら） - 立野 （たての） - 広島 （ひろしま） - 常巻生子 （じょうまきおいご） - 天神前 （てんじんまえ） - 螺ケ尻 （つぼがしり） - 古天神 （こてんじん） - 庚塚 （かのえづか） |  |

## 歴史

### 沿革
- 1889年（明治22年）4月1日 - 町村制施行し金江津村・片巻村・下加納村・平川村・十三間戸村が合併し千葉県香取郡金江津村が発足。金江津村大字金江津になる。
- 1899年（明治32年）4月1日 - 金江津村が茨城県稲敷郡に移行。茨城県稲敷郡金江津村大字金江津になる。
- 1958年（昭和33年）2月15日 - 金江津村は河内村に編入。河内村大字金江津になる。
- 1996年（平成8年）6月1日 - 河内村が町制施行したのにともない、河内町大字金江津になる。

## 小・中学校の学区
町立小・中学校に通う場合、河内町立かわち学園に通うこととなる。

## 世帯数と人口
2015年（平成27年）10月1日現在の世帯数と人口は以下の通りである。
| 大字   | 世帯数  | 人口    |
| ------ | ------- | ------- |
| 金江津 | 560世帯 | 1,671人 |

## 施設
- かなえつ認定こども園
- 萬年山大洞院
- 水神宮
- 側高神社
- 竜ケ崎警察署金江津駐在所
- 河内町東共同利用施設つつみ会館
- 中金新田集会所
- 流作集会所
- 上金江津公会堂
- 上金江津第二公会堂
- 中金江津上集会所
- 宮本公会堂
- 金江津郵便局
- JA稲敷金江津
- JA稲敷金江津ライスセンター
- JA稲敷自動車センター
- 利根酪農協同組合
- 国土交通省 利根川下流河川事務所 金江津出張所
- 金江津長竿土地改良区事務所

## 交通

### 鉄道
地内に鉄道は通ってはいないが常総大橋を利用して千葉県成田市の滑河駅、コミュニティバスを利用して龍ケ崎市の竜ヶ崎駅に行くことができる。

### バス
- 河内町コミュニティバス[5]
  - （竜ヶ崎駅） - 金江津西 - 上金江津 - 金江津小入口 - 中金江津 - 下金江津 - （十三間戸）

### 道路
- 国道408号
- 茨城県道・千葉県道11号取手東線
- 茨城県道・千葉県道103号江戸崎下総線
  - 常総大橋